# Yago Fernando da Silva
Yago Fernando da Silva, conhecido apenas como Yago (São Paulo, 29 de agosto de 1992) é um ex-futebolista brasileiro que atuava como zagueiro.

## Clubes

### Corinthians
Yago foi formado nas categorias de base da Portuguesa, mas antes mesmo de estrear no profissional se transferiu para o Corinthians. Foi emprestado ao Marília em 2012 onde estreou profissionalmente. Retornou ao Corinthians em 2013 e fez parte do elenco campeão do Campeonato Paulista do mesmo ano. Logo foi emprestado novamente, dessa vez ao Bragantino, onde jogou por duas temporadas. Voltou ao Corinthians em Janeiro de 2015 e fez sua estreia diante do Colônia em um amistoso disputado no dia 15 de janeiro. No dia 18 de Janeiro de 2017 foi confirmado como reforço da Ponte Preta, via empréstimo por uma temporada.
Em 18 de janeiro de 2017, entrou no segundo tempo no jogo da semi-final contra o Vasco da Gama, no torneio da Florida Cup de 2017, goleando o adversário e avançando para a final do torneio. No dia 21 de janeiro jogou a final contra o arquirival São Paulo. O Corinthians perdeu por 4-3 nas penalidades máximas, após o empate de 0-0 no tempo real, perdendo o título do torneio e levando a vice-liderança.

### Botafogo
Em fevereiro de 2018, Yago é emprestado ao Botafogo.

### Doping
Em exame antidopagem realizado após partida contra o Santos pelo Campeonato Paulista de 2016, foi detectada a presença da substância betametasona. Em 10 de maio de 2016 o jogador foi suspenso preventivamente por trinta dias pelo Tribunal de Justiça Desportivo da Federação Paulista de Futebol.

### Clubes
Atualizado até 25 de janeiro de 2017.
| Clube       | Temporada | Campeonato nacional | Campeonato nacional | Copa nacional | Copa nacional | Competições continentais¹ | Competições continentais¹ | Outros torneios² | Outros torneios² | Total | Total |
| Clube       | Temporada | Jogos               | Gols                | Jogos         | Gols          | Jogos                     | Gols                      | Jogos            | Gols             | Jogos | Gols  |
| ----------- | --------- | ------------------- | ------------------- | ------------- | ------------- | ------------------------- | ------------------------- | ---------------- | ---------------- | ----- | ----- |
| Corinthians | 2013      | 0                   | 0                   | 0             | 0             | 0                         | 0                         | 1                | 0                | 1     | 0     |
| Corinthians | 2015      | 8                   | 0                   | 0             | 0             | 0                         | 0                         | 9                | 1                | 17    | 1     |
| Corinthians | 2016      | 15                  | 0                   | 3             | 0             | 7                         | 0                         | 15               | 1                | 40    | 1     |
| Corinthians | 2017      | 0                   | 0                   | 0             | 0             | 0                         | 0                         | 2                | 0                | 2     | 0     |
| Total       | Total     | 23                  | 0                   | 3             | 0             | 7                         | 0                         | 27               | 2                | 60    | 2     |

¹Estão incluídos jogos e gols da Copa Libertadores e Recopa Sul-Americana

²Estão incluídos jogos e gols pelo Campeonato Paulista, Copa do Mundo de Clubes da FIFA, Torneios Amistosos e Amistosos

## Títulos
Portuguesa
- Campeonato Paulista de Futebol - Sub-20: 2010

Corinthians
- Campeonato Paulista: 2013
- Campeonato Brasileiro: 2015

Botafogo
- Campeonato Carioca: 2018